# Iron Bonehead Productions
Iron Bonehead Productions ist ein 1995 gegründetes deutsches Musiklabel. Es ist auf extreme Spielarten von Metal spezialisiert und veröffentlicht Musik von Bands aus allen Teilen der Welt.

## Veröffentlichungen (Auswahl)
| Gruppe                   | Titel                                 | Jahr | Kommentar              |
| ------------------------ | ------------------------------------- | ---- | ---------------------- |
| Minotauri                | Pain of Life / Violence               | 2000 | 7"                     |
| Witchburner / Blizzard   | United Forces of Metal Raging War     | 2000 | Split-EP               |
| NunSlaughter             | One Night in Hell                     | 2001 | Livealbum              |
| Toxic Holocaust          | Power from Hell                       | 2004 | EP                     |
| Crucified Mortals        | Kill upon Command                     | 2005 | Single                 |
| Assaulter                | Subservience                          | 2008 | EP                     |
| Revenge                  | Whipping Death                        | 2009 | EP                     |
| Graveyard / Terrorist    | Graveyard / Terrorist                 | 2009 | Split                  |
| Rezet                    | Have Gun, Will Travel                 | 2010 |                        |
| Ungod                    | In Numele Metalului Est-European      | 2010 |                        |
| Deathronation            | Exorchrism                            | 2012 |                        |
| Renegade                 | Total Armageddon                      | 2012 | Wiederveröffentlichung |
| Moonblood                | From Hell – The Gift of Hatred        | 2013 | Kompilation            |
| Deiphago / Ritual Combat | Accept the Mark                       | 2013 | Split                  |
| Albez Duz                | The Coming of Mictlan                 | 2014 |                        |
| Khthoniik Cerviiks       | Heptaëdrone                           | 2014 | Demoaufnahme           |
| Possession               | Possession                            | 2015 | Kompilation            |
| Decrepit Soul            | The Coming of War                     | 2016 |                        |
| Bölzer                   | Hero                                  | 2016 |                        |
| Aum                      | Om Ah Hum Vajra Guru Padma Siddhi Hum | 2016 |                        |
| Hellvetron               | Dominus Inferi                        | 2016 | Kompilation            |
| Asphodelus               | Dying Beauty & the Silent Sky         | 2016 | EP                     |
| Kawir                    | Father Sun Mother Moon                | 2016 |                        |
| Vomitor                  | Roar of War                           | 2016 | Kompilation            |
| Malsanctum               | Malsanctum                            | 2018 |                        |
| Antichrist               | Pax Moriendi                          | 2018 |                        |
| Adversvm                 | Aion Sitra Ahra                       | 2018 |                        |
| Cross Vault              | As Strangers We Depart                | 2021 |                        |